# TEX
Xem các nghĩa khác tại TEX (định hướng)
Trong ngành dệt may, hoặc các ngành tương tự dệt may như: cỏ nhân tạo, thảm,... TEX là đơn vị đo độ thô (độ to hay nhỏ; dầy hay mảnh) của sợi. Đơn vị này thường được ký hiệu là Tt, và 1 Tt = 1 gam (Khi cân khối lượng của 1000 mét sợi.)
1 TEX = 10 Dtex (hay Decitex)

### Cách tính TEX

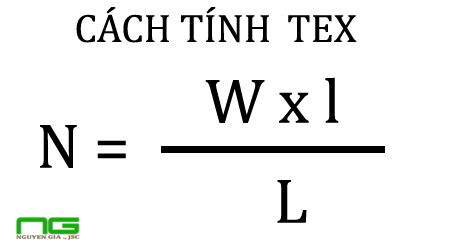
Cách tính TEX

##### Tính đơn giản
Cân khối lượng 1,000m sợi.
Ví dụ: Khối lượng của 1,000m cỏ nhân tạo NGF12 là 800gram. ==> Chỉ số sợi của cỏ nhân tạo NGF12 là 800 Tex

##### Tính theo công thức
Trong đó:
N: chỉ số sợi
W: khối lượng mẫu sợi cỏ nhân tạo
L: chiều dài mẫu
l: đơn vị của hệ thống chiều dài
Thực hiện tính theo công thức khi chỉ biết độ dài bất kì của sợi.
Ví dụ: Có 500m sợi cỏ nhân tạo hay sợi vải bất kỳ. Khối Lượng 400gram.
N= 400 x 1,000 / 500 = 800 TEX. ==> Chỉ số sợi của mẫu sợi đó là: 800Tex